# Eva Grebel
Eva K. Grebel (Dierdorf, 1966) è un'astronoma tedesca.
Dal 2007 è co-direttrice dell'Astronomisches Rechen-Institut dell'Università di Heidelberg in Germania. Eva Grebel è un'esperta nello studio delle popolazioni stellari e della formazione delle galassie.

## Ricerca
La ricerca di Grebel si concentra sulle stelle della Via Lattea e su altri membri del gruppo locale di galassie, tra cui la Grande e la Piccola Nube di Magellano e le vicine galassie nane. Gli studi di Grebel riguardano l'evoluzione chimica e la struttura delle galassie, la formazione stellare e le proprietà delle varie popolazioni stellari, con l'obiettivo di ricostruire l'origine e l'evoluzione della Via Lattea e di altre galassie.

## Biografia
Grebel ha studiato fisica e astronomia all'Università di Bonn, conseguendo il diploma in fisica nel 1991. Per una parte dello stesso anno, si è formata nel periodo estivo presso lo Space Telescope Science Institute di Baltimora.
Ha intrapreso gli studi universitari presso l'Università di Bonn, trascorrendo due anni nel 1992-1994 come borsista presso l'Osservatorio di La Silla gestito dall'Osservatorio europeo australe, sito in Cile. Ha conseguito il dottorato di ricerca con lode nel 1995. L'argomento della sua tesi era "Studi sulla popolazione stellare nelle galassie vicine".
Successivamente, Grebel ha assunto posizioni post-dottorato presso l'Università dell'Illinois a Urbana-Champaign (1995–1996), presso l'Università di Würzburg (1996–1997) e presso l' Università della California, Santa Cruz (1997–1998). Ha vinto una borsa di studio post-dottorato gestita dallo STScI nel 1998, entrando a far parte dell'Università di Washington a Seattle come borsista nel periodo 1998-2000.
Nel 2000 Grebel è tornata in Germania come capogruppo di ricerca presso il Max Planck Institute for Astronomy di Heidelberg. Nel 2003 ha accettato una nomina alla cattedra di astronomia osservativa presso l'Istituto di astronomia dell'Università di Basilea, succedendo all'astronomo Gustav Tammann. Dal 2004 al 2007 è stata direttrice dell'istituto.
Nel 2007 Grebel è stata nominata professore ordinario di astronomia all'Università di Heidelberg, dove è diventata anche una delle due direttrici dell'Astronomisches Rechen-Institut. A quell'epoca, Grebel era l'unica donna professore ordinario di astronomia in Germania.
Grebel è presidente del DFG - Collaborative Research Center 881 "The Milky Way System" presso l'Università di Heidelberg  e presidente della commissione H1 "The Local Universe" dell'Unione Astronomica Internazionale.

## Premi e riconoscimenti
- 2021 - Membro dell'Accademia Tedesca delle Scienze Leopoldina
- 2015 - Hector Science Award e Membro della Hector Fellow Academy
- 2006 - Premio Johann Wempe dell'AIP
- 1999 - Premio Henri Chrétien International Research Grant, AAS
- 1996 - Premio Ludwig Biermann, Astronomische Gesellschaft[9]